# Рандія
Рандія (Randia pseudozosterops) — вид горобцеподібних птахів родини Bernieridae. Вид раніше відносили до родини кропив'янкових (Sylviidae).

## Поширення
Ендемік Мадагаскару. Поширений на півночі та сході країни. Мешкає у дощових лісах з густим пологом.

## Опис
Тіло завдовжки до 12 см. В оперенні переважають відтінки сірого кольору. Нижня частина тіла попелясто-сіра. На лиці є тонка сіро-коричнева маска. Дзьоб чорнуватого кольору.

## Спосіб життя
Мешкає у гірських дощових лісах на висоті до 1200 м над рівнем моря. Трапляється поодинці або парами. Живиться комахами та їншими безхребетними. Інформації про розмноження цих птахів бракує, однак, вона навряд чи сильно відрізняється від інших представників родини.